# Château de Hermalle-sous-Huy
Le château de Hermalle-sous-Huy est situé en Région wallonne dans la province de Liège, au centre du village de Hermalle-sous-Huy ([ʔɛʁmalsuɥi]). C’est un édifice bâti en moellons de grès, calcaire et briques, disposé en « U » autour d'une cour d'honneur, avec 2 tours cylindriques à trois niveaux et 2 carrées.  Il est encore entouré de douves.

## Histoire
Le premier château de Hermalle remonte au XIIe siècle ; il s’agissait probablement d’un donjon entouré de fossés, de murs d'enceinte et de tours dont ne subsistent plus qu’une tour et la base d’une seconde.
Selon Jacques de Hemricourt, le bâtiment fortifié a été détruit en 1315, avec l’aide des mineurs de Liège qui avaient asséché et comblé les douves, pendant la Guerre des Awans et des Waroux dont l’un des principaux protagonistes fut Henri de Hermalle, maréchal de l'évêché de Liège. Reconstruit, le château fut saccagé par les Hutois en 1346.

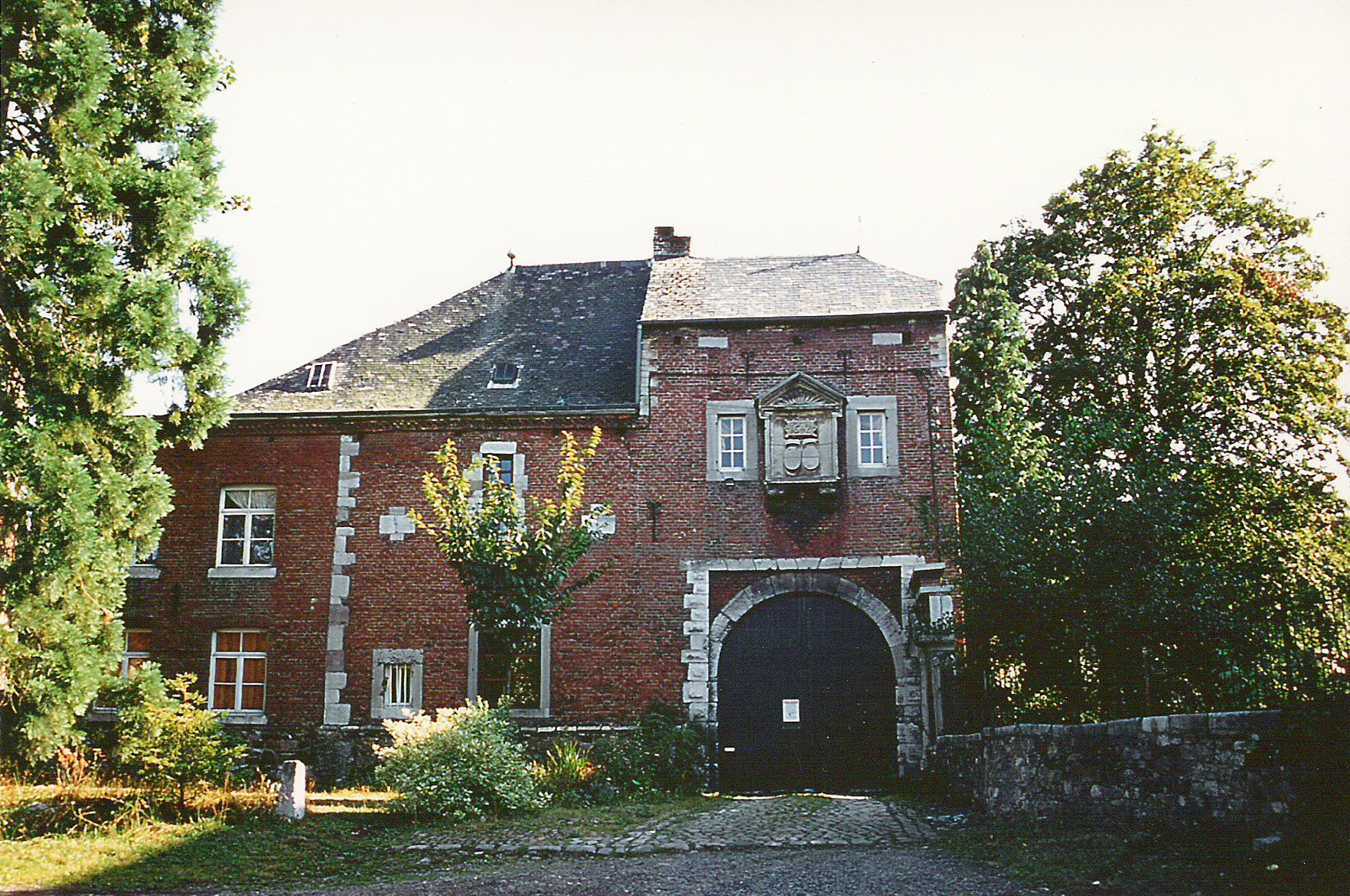
La tour-porche constitue toujours l’entrée de la ferme castrale.

Transmis à différentes familles (de Lummen, de Salme, de Horion, de Rougrave, de Goisbeck, de Berlo) par mariages et héritages, le château est acquis au XVIIe siècle par Conrard d'Ursel (1592-1659), comte du Saint-Empire romain germanique qui le fait rénover et agrandir, le dotant aussi d’une tour-porche d’entrée, avec un portail cintré que surmonte une bretèche en tuffeau ornée d'un cartouche daté 1642 ; on y accède en passant sur un pont à trois arches surplombant les douves longeant un ancien chemin de l'époque romaine, puis en franchissant un pont-levis. Le comte fait également construire dans l’enceinte fortifiée des bâtiments agricoles, connus sous le nom de ferme castrale de Hermalle-sous-Huy ; c’est dans les deux écuries que se situe depuis 1993 le musée de la gourmandise.

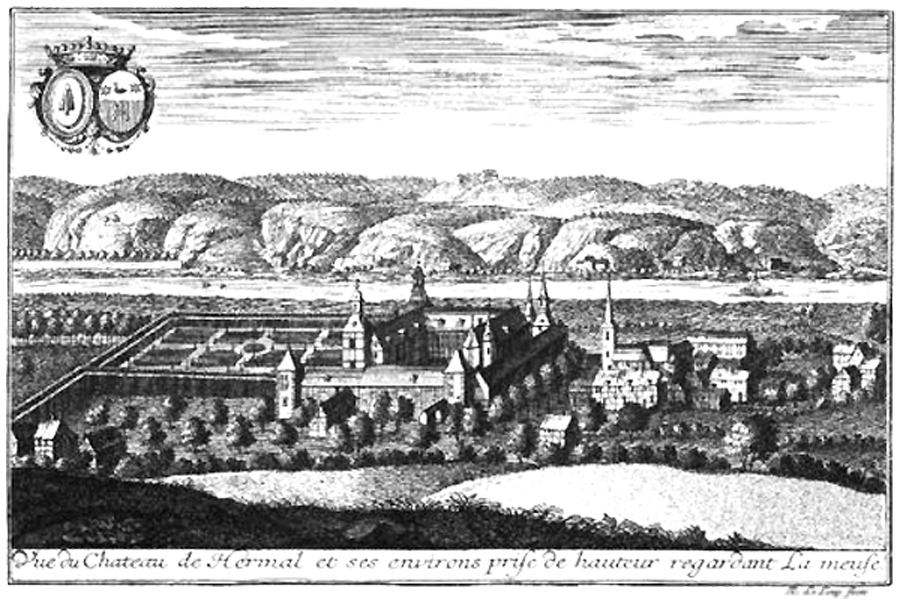
Le château d’après Remacle Le Loup, 1735.

Au XVIIIe siècle, le château, devenu propriété de la famille de Moreau, est décrit dans les Délices du Païs de Liège de Pierre Lambert de Saumery ; le parc à la française et le jardin fruitier sont parfaitement discernables dans le dessin qu’en fait Remacle Le Loup. Une nouvelle aile à vocation agricole a isolé de la basse-cour de la ferme la grande cour dans laquelle est érigé un bassin avec jet d’eau. Le pont permettant l’accès à la cour d’honneur est reconstruit.
Passé à la famille de Louvrex puis au baron Charles Nicolas Joseph de Warzée d’Hermalle qui modifie la façade principale par l'adjonction d'une galerie et une tourelle, le château est vendu en 1853 au baron Charles-Marie-Paul de Potesta qui entame de grands travaux. Tandis qu’une terrasse agrémente l'aile ouest, de nouvelles dépendances (garages, écuries, etc.) sont édifiées autour de la grande cour où un mur en trompe-l’œil, avec fausses fenêtres et portes, masque la façade de l’aile ajoutée au XVIIIe siècle. Un grand manège couvert, avec charpente métallique à la Polonceau, complète l’ensemble ; c’est là que va être créé en 1996 le premier spectacle de la compagnie Feria Musica.
Le petit-fils de Charles-Marie-Paul de Potesta, René Édouard Marie, fait planter dans le parc et dans la drève de la ferme des essences rares comme un tulipier de Virginie et un séquoia ; ce dernier est classé arbre remarquable par la Région wallonne.

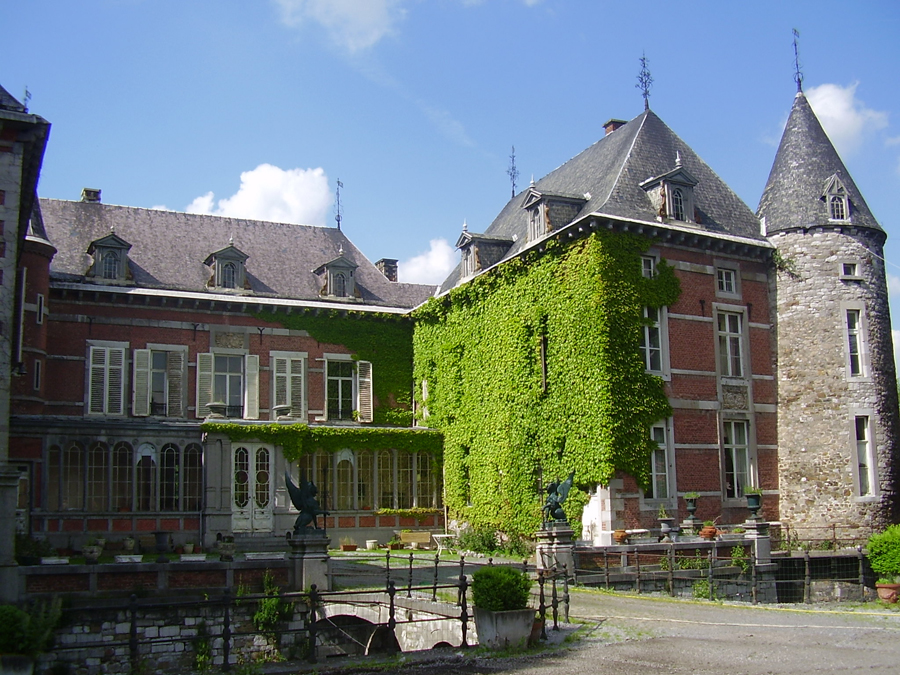
Cour d'honneur. Vue de la galerie du rez-de-chaussée (XIXe s.). À droite, la tour du XIIe s.

Le domaine seigneurial est peu à peu démembré au cours de la seconde moitié du XXe siècle et le château est amputé de la ferme castrale par la vente de celle-ci.
En 1992, le château et son parc sont acquis par la famille de Jamblinne de Meux qui les revend en 1994 à une société de cinéma publicitaire pour l'industrie ; il est, depuis décembre 2005, propriété d’une société en commandite simple.

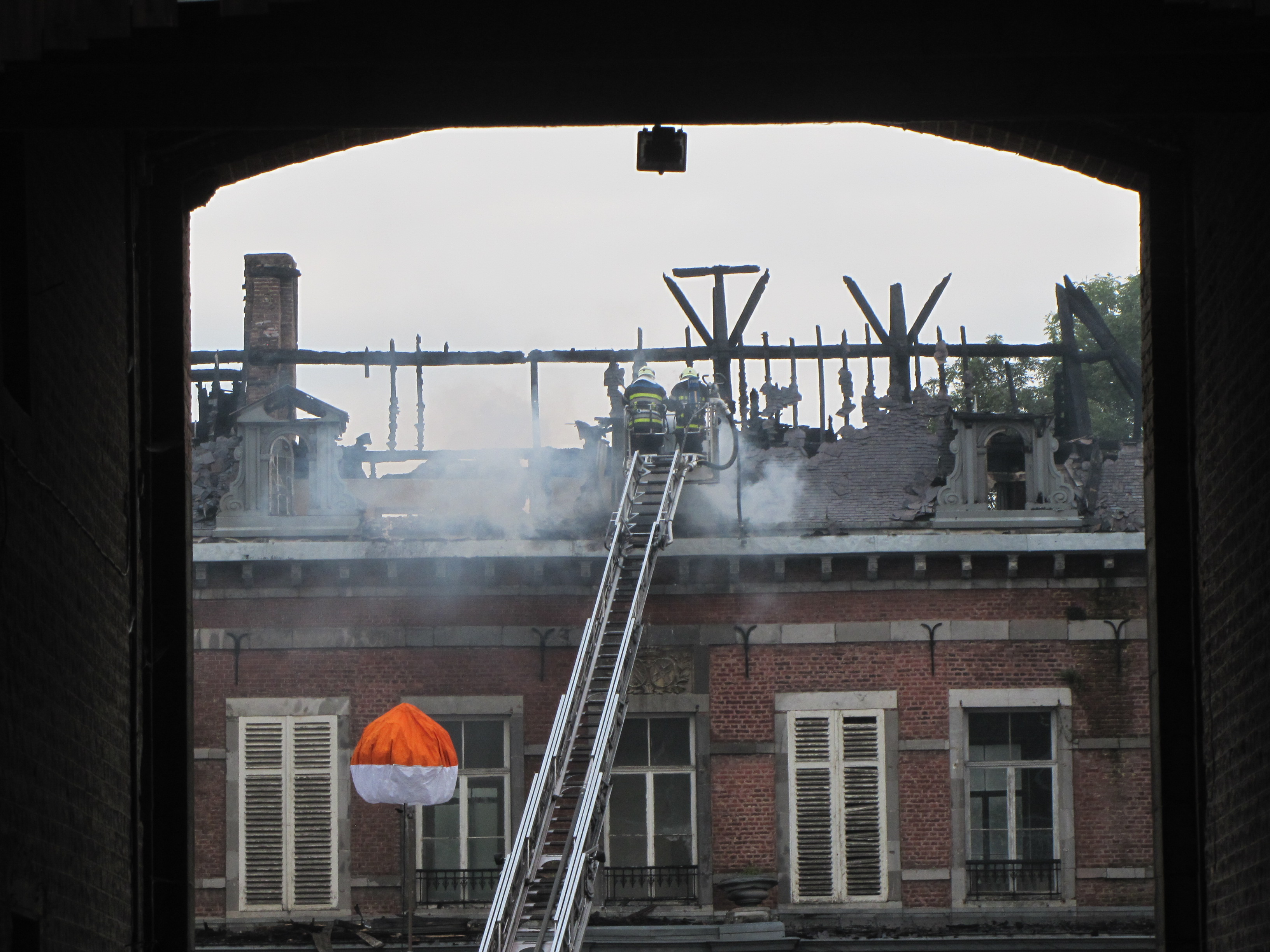
Reprise de l'incendie du château de Hermalle-sous-Huy le 10 septembre 2014

Le 9 septembre 2014 vers 17 h, un incendie se déclare dans les combles et ravage la toiture de l'aile centrale et partie de celle de l'aile ouest. Malgré l'intervention des pompiers et leur veille tardive, le feu couve et reprend le lendemain matin.